# Baksjön (Åre socken, Jämtland)
Baksjön är en sjö i Åre kommun i Jämtland och ingår i Indalsälvens huvudavrinningsområde. Sjön har en area på 0,368 kvadratkilometer och ligger 447,3 meter över havet.

## Delavrinningsområde
Baksjön ingår i det delavrinningsområde (704886-134784) som SMHI kallar för Inloppet i Häggsjön. Medelhöjden är 498 meter över havet och ytan är 5,6 kvadratkilometer. Räknas de 5 avrinningsområdena uppströms in blir den ackumulerade arean 48,72 kvadratkilometer. Mellanån (Sågån) som avvattnar avrinningsområdet har biflödesordning 3, vilket innebär att vattnet flödar genom totalt 3 vattendrag innan det når havet efter 347 kilometer. Avrinningsområdet består mestadels av skog (79 procent). Avrinningsområdet har 0,36 kvadratkilometer vattenytor vilket ger det en sjöprocent på 6,3 procent.